# Reinach (Basel-Landschaft)

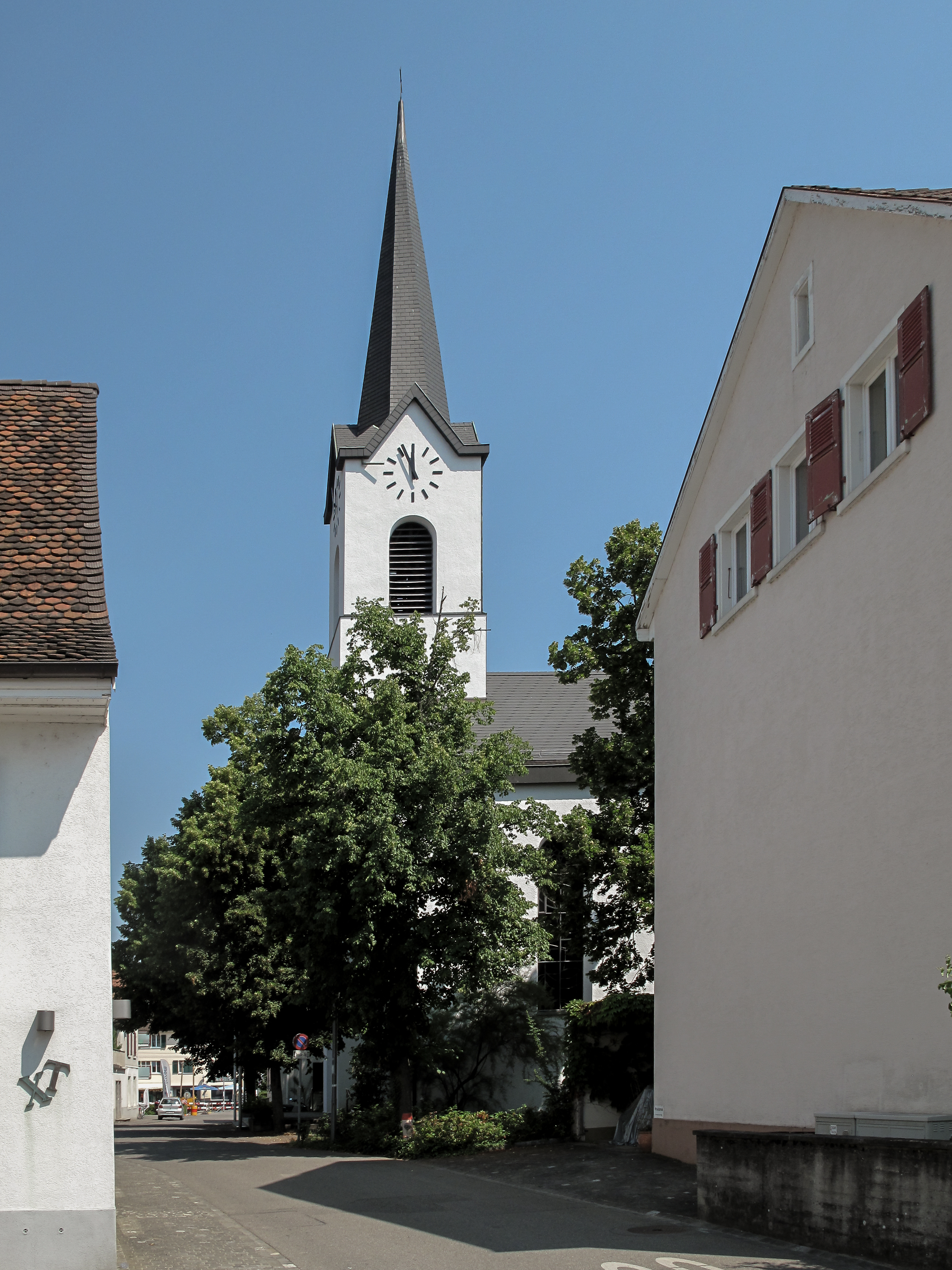
Kerk: die Sankt Nikolauskirche

Reinach is een gemeente en plaats in het Zwitserse kanton Basel-Landschaft, en maakt deel uit van het district Arlesheim.
Reinach telt 18.839 inwoners.